# 南澳一号
南澳一号，原名南海二號，2009年9月25日改称南澳一号。它是一艘明朝萬曆年間，向外運送瓷器而失事沉沒於中國廣東省汕头市南澳县附近海域的商船。由于1987年在南海海域发现了南海一号，而被命名了“南海二号”。它最初被發現於2007年5月25日，船上裝載的生活用具等文物而極具價值，有盤、碗、罐、碟、瓶、蓋盅等，橫跨宋、元、明三個年代，估计整船将有万件以上瓷器。現在南海二號沉沒於鄰近半潮礁(俗称“三点金”)27米深的海底。

## 考古发掘方案
计划赶在2010年台风季節来临之前的4、5、6月進行，将选择在海底作为直接的考古现场，对“南澳一号”进行清理發掘打捞文物。之后再考虑整体打捞船体，方案有三：一是用沉箱整体罩住打捞；二是将船体分拆打捞；三是将船体用特种胶水粘牢后托出水面。由广东省文物考古研究所与国家水下文化遗产保护中心在4月9日开始对南澳一号重新打捞文物。

## 发掘情况
文物基本上为漳州市平和窑克拉克瓷的瓷器，此外还有景德镇产的彩釉瓷器以及金属器等。瓷器的主要类型包括青花瓷大盘、碗、钵、杯、罐、瓶等，此外还有釉陶罐、铁锅、铜钱、铜板以及锡壶等。在出水瓷器的纹饰中有人物、花卉、动物等图案以及汉字。如用莲花代表“廉政”的“廉”，用鹿代表仕途的“禄”。纹饰中同时还有绶带鸟、十八学士登瀛州、米芾拜石的典故等。数量最多的青花大盘直径在30厘米左右，内壁绘麒麟、牡丹、仕女、书生与花草等。
- 2010年5月1日考古发掘现场首次向媒体公布新出水文物后，到5月9日出水的完整或可复原文物累计已有千余件。
- 5月9日，“南澳一号”被定级为“2010年国家水下文化遗产保护中心的一号工程”。
- 5月10日，有8箱文物出水，其中主要是陶瓷器，也有部分铁器、铜器等。
- 5月20日，“南澳Ⅰ号”2号舱文物首次出水。[参 7]
- 6月11日，南澳一号出水最大的青花瓷器。截止到这天，共出水文物四千余件[参 8]。
- 7月9日，截止到这天，共出水各类文物10241件。其中瓷器9711件，陶器131件，金属器100件(不含铜钱)。[参 9]。

### 代表性文物
- 玉壶春瓶：
- 双龙罐：其表面画有两龙龙，罐的顶部有四个柄。[参 10]
- 彩釉瓷器

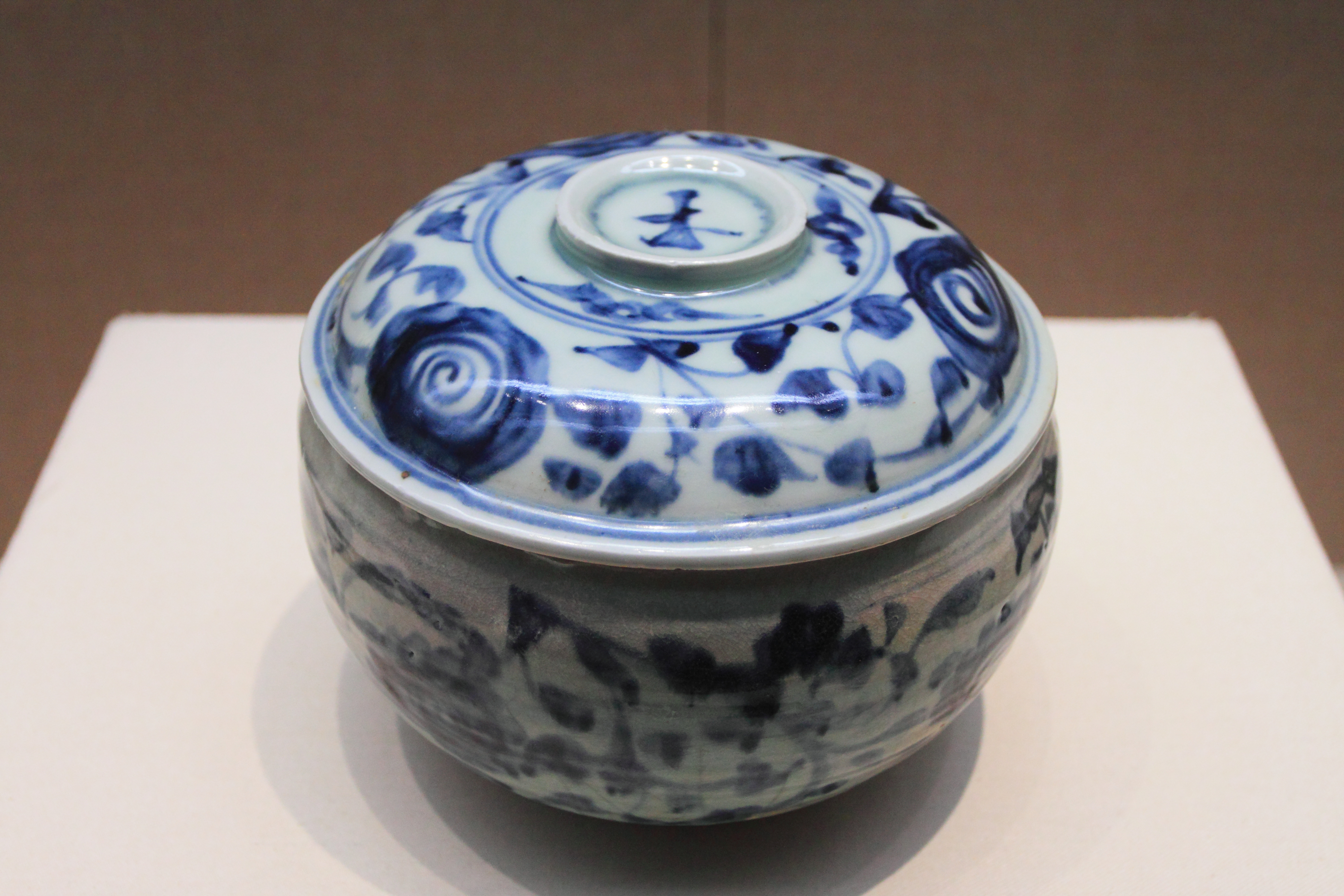
漳州窑青花缠枝花卉纹盖盅，明，南澳一号出水，广东省文物考古研究所

## 谜团

### 南澳Ⅰ号走私铜料？
明朝万历年间官府是严禁民间将铜料销往海外的，故有专家推测，铜材的发现或多或少佐證了“南澳一号”是一艘走私船的猜想。

### 从哪里出发驶往何地？
有专家推测这或是一艘从漳州月港出发驶往东南亚的商船。出水的两个佛教用品的喇叭口细颈葫芦身瓶子是重要的参考佐证之一，毕竟东南亚国家多信佛。而且南澳一号出水了大量的汉字装饰瓷器，更加说明应该是驶往受汉文化影响的区域。

### 李旦的武装商船？
泉州市惠安县政协文史委负责人张国琳根据年代、地点、航线、货物以及身份这五点来推测这可能是属于当时亚洲最大的海商集团首领李旦的商船。

### 有女性随船？
5月14日出水的一枚疑似曾经镶嵌着宝石的戒指，从该枚“戒指”的造型以及环状的粗细程度来看,似乎为女性所佩戴的戒指可能性较高。